# Tchibo

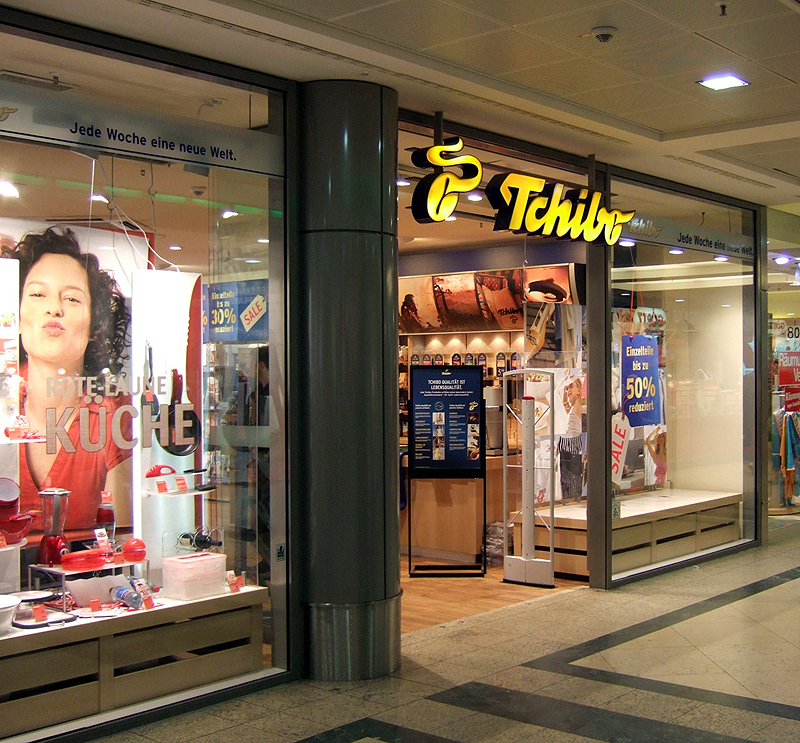
Tchibowinkel

Tchibo is een van oorsprong Duitse winkelketen die valt onder maxingvest ag (voorheen Tchibo Holding AG). De keten verkoopt koffie en gebruiksartikelen via hun winkels en via een postorder-systeem.

## Activiteiten
In 2022 hadden Tchibo en haar dochterondernemingen 11.318 mensen in dienst, waaronder ongeveer 7257 in Duitsland. In dit jaar had het ongeveer 550 vestigingen in Duitsland en ongeveer 320 daarbuiten. De omzet bedroeg 3,25 miljard euro. In Duitsland is het een zeer bekende merknaam voor koffie en verder is het bedrijf actief in Oostenrijk, Tsjechië, Hongarije, Polen, Slovakije, Zwitserland en Turkije.
Naast koffiepoeder en -bonen is Tchibo vooral bekend om zijn gebruiksartikelen. Deze artikelen, waaronder mode en sieraden, sportartikelen, meubels, woon- en keukenaccessoires en consumentenelektronica, worden aangeboden via hun winkels, via folders en via een internetwinkel.
Tchibo verkocht al haar non-food artikelen onder het handelsmerk TCM. Aanvankelijk stelde Tchibo dat dit een afkorting zou zijn van Tchibo Magazin; tegenwoordig wordt de afkorting geïnterpeteerd als Tchibo Certified Merchandise.
De familie Herz heeft investeringsmaatschappij maxingvest opgericht om het belang in Tchibo en het meerderheidsbelang in Beiersdorf AG te beheren.

## Geschiedenis
OP 15 maart 1949 stichtten Max Herz en Carl Tchilling-Hiryan het bedrijf Tchibo GmbH. De naam bestaat uit de achternaam Tchilling en het woord Bohnen (Nederlands: bonen). Het oorspronkelijke doel van de  oprichters was om koffiebonen per post te verkopen en versturen. Max Herz was de bedrijfsleider tot aan zijn dood in 1965.
In 1955 werd in Hamburg het eerste Tchibo-filiaal geopend. Al snel volgde er meer filialen in het toenmalige West-Duitsland. Vanaf 1991 verspreidde de Tchibo Holding AG zich ook in andere landen via de nieuw opgerichte dochtermaatschappij Tchibo International.
In 2004 werd Tchibo mobil opgericht als aanbieder van mobiele telefonie.
In Nederland opereerde men korte tijd onder de naam Tchibo Coffee Nederland BV. Dit bedrijf was gevestigd in Amsterdam en had zes winkelfilialen en ruim 35 "shop-in-shops" bij supermarktketen Vomar. In oktober 2007 maakte Tchibo bekend zijn activiteiten te staken in Nederland en in 2009 had het zich helemaal teruggetrokken.